# La mummia (film 2017)
La mummia (The Mummy) è un film del 2017 diretto da Alex Kurtzman.
La pellicola, con protagonisti Tom Cruise, Sofia Boutella, Annabelle Wallis e Russell Crowe, è una nuova versione dell'omonimo film del 1932 e ne segna anche il reboot della saga.
Dopo gli incassi deludenti di Dracula Untold (2014) avrebbe dovuto essere anche il film che dava l'avvio al nuovo media franchise e universo cinematografico Dark Universe della Universal ma gli scarsi incassi e le recensioni negative hanno portato alla cancellazione del Dark Universe.

## Trama
Nel 1127, alcuni cavalieri crociati seppelliscono un rubino egiziano all'interno di una tomba. Nel presente, la tomba viene rinvenuta nei sotterranei di Londra da alcuni operai e, successivamente, presa in custodia da una squadra guidata da un uomo misterioso.
In un flashback risalente all'Antico Egitto, durante il pacifico regno di Menehptre, la principessa Ahmanet, unica figlia del faraone, è destinata a succedergli come sovrana. Il padre però ha un figlio maschio da un'ancella, e il neonato è ora il legittimo successore di Menehptre. Determinata a rivendicare il trono, Ahmanet ottiene poteri sovrannaturali vendendo la propria anima a Seth, il dio egizio del male, il cui spirito dovrà essere trasferito in un involucro umano attraverso un pugnale cerimoniale, cosicché Ahmanet e il suo prescelto possano regnare incontrastati. Dopo aver ucciso suo padre ed il suo fratellastro, Ahmanet tenta di pugnalare il suo amante per usarlo come involucro per Seth, ma viene catturata dai soldati di Menehptre e mummificata viva per l'eternità. Il suo sarcofago viene sepolto in Mesopotamia, lontano dall'Egitto, e sommerso in una piscina riempita di mercurio in modo da imprigionare anche la sua forma mostruosa perché si ritiene che questo metallo indebolisca gli spiriti.
Nell'odierno Iraq, il sergente Nick Morton e il caporale Chris Vail scoprono accidentalmente la tomba di Ahmanet dopo aver sventato un attacco da parte di alcuni insorti. Jenny Halsey, un'archeologa che ha avuto un trascorso con Nick, entra nella tomba e intuisce che essa contiene qualcosa di molto pericoloso. Dopo aver estratto il sarcofago di Ahmanet, il superiore di Nick, il colonnello Greenway, decide di trasportarlo in Inghilterra per via aerea. Durante il volo, Vail viene posseduto attraverso il morso di un ragno e, dopo aver cercato inutilmente di aprire il sarcofago, uccide Greenway ed attacca il resto del gruppo, costringendo Nick a sparargli. Poco dopo, uno stormo di corvi invocati da Ahmanet si abbatte sull'aereo, facendolo precipitare e uccidendo tutto l'equipaggio tranne Jenny che riesce a lanciarsi con un paracadute.
Nick, creduto morto, si risveglia il giorno dopo in un obitorio a Oxford e apprende dal fantasma di Vail che è stato maledetto da Ahmanet, la quale lo ha eletto a suo prescelto e intende usarlo come involucro per Seth. Intanto, nel luogo dello schianto, la mummia di Ahmanet, liberatasi dal sarcofago, inizia ad assorbire l'energia vitale dei soccorritori per rigenerare il proprio corpo decomposto. Dopo aver trasformato i soccorritori in zombie, Ahmanet attira Nick e Jenny in trappola, costringendo i due alla fuga. Ahmanet recupera il pugnale di Seth da una reliquia, ma si accorge che è incompleto (manca, infatti, il rubino egizio che era incastonato in esso ed ora si trova nella tomba a Londra). Nick intuisce che Ahmanet conosce ogni sua mossa perché è nella sua testa ed è impossibile sfuggirle e, quando sembra ormai in procinto di essere catturato, improvvisamente appaiono alcuni soldati che sottomettono Ahmanet. Il loro capo, il Dr. Henry Jekyll, un misterioso medico, spiega che Jenny è un'agente di Prodigium, una società segreta dedita alla lotta contro il male in tutte le sue forme.
Imprigionata e legata in una stanza della sede di Prodigium, Ahmanet cerca di persuadere Nick, spiegandogli che attraverso Seth avrà poteri così immensi da sconfiggere la morte ed avrà lei al suo fianco come regina. Successivamente minaccia di uccidere Jenny in quanto è l'ostacolo che si contrappone tra lei e Nick, e lo avverte che gli uomini di Prodigium intendono ucciderlo. Il dottore, infatti, conferma che Nick è stato maledetto quando ha sbloccato la tomba di Ahmanet e intende completare il suo rituale per consentire a Seth di possederlo, così da poterlo distruggere per sempre. Nick e  Jenny disapprovano e, nel mezzo della discussione, Jekyll cede ai propri impulsi e si trasforma in Edward Hyde, il suo alter-ego psicotico. Hyde propone a Nick di allearsi per far cadere il mondo nel caos e, dopo il rifiuto di quest'ultimo, lo attacca. Nick riesce a fermare il mostro iniettandogli il siero che Jekyll usa per sopprimere il suo lato oscuro. Nel frattempo, Ahmanet, possedendo la mente di un tecnico di Prodigium tramite un ragno, riesce a liberarsi dalla prigionia, interrompere il flusso di mercurio che le stavano iniettando ed a recuperare il pugnale, per poi dirigersi verso il rubino sorvegliato dagli uomini di Prodigium all'interno della tomba. Rigeneratasi completamente, Ahmanet invoca una tempesta di sabbia che devasta Londra e risveglia i cavalieri crociati nella tomba, massacrando i soldati al suo interno e recuperando così anche il rubino.
Guidati dal fantasma di Vail, Nick e Jenny fuggono nelle gallerie sotterranee di Londra, ma vengono attaccati dai seguaci di Ahmanet. Quest'ultima cattura Jenny e la annega per rompere il suo legame con Nick. Dopo una lotta impari, Nick finge di sottomettersi ad Ahmanet per poi sottrarle il pugnale e tentare di distruggere il rubino. Tuttavia, vedendo Jenny senza vita e volendola salvare, decide di pugnalarsi al petto perché il suo corpo venga così posseduto da Seth, che si appresta a mantenere fede al patto stipulato con Ahmanet. Nick riesce, però, a riconquistare il controllo ed utilizza i poteri di Seth per assorbire l'energia vitale di Ahmanet, riducendola ad una mummia decrepita, per poi resuscitare Jenny e fuggire. Poco dopo, Jenny si riunisce al Dr. Jekyll e discutono se Nick in futuro potrà essere o meno una minaccia. Il cadavere di Ahmanet viene nuovamente rinchiuso nel sarcofago in una piscina di mercurio all'interno della base Prodigium. Più tardi, nel deserto, Nick resuscita Vail, e i due cavalcano tra le dune di sabbia verso le piramidi egizie.

## Produzione
Il budget del film è stato di 125 milioni di dollari.
Le riprese del film sono iniziate il 3 aprile 2016 ad Oxford; altre sono state effettuate tra Londra, la contea di Surrey e in Namibia, dove si sono concluse il 13 agosto.

## Promozione
Il primo teaser trailer del film viene diffuso il 1º dicembre 2016, seguito il giorno successivo dalla versione italiana. Il 30 marzo viene presentato il nuovo poster del film.

## Distribuzione
La pellicola è distribuita nelle sale cinematografiche statunitensi a partire dal 9 giugno 2017 ed in quelle italiane il giorno precedente, 8 giugno.

## Accoglienza

### Incassi
Nel primo week-end di programmazione, il film incassa meno di 32 milioni di dollari negli Stati Uniti e 140 milioni nel resto del mondo, per un incasso totale di 172 milioni di dollari.
Al suo secondo weekend, la pellicola incassa 13,9 milioni di dollari negli Stati Uniti, chiudendo in quarta posizione e arrivando ad un totale di 56,5 milioni di dollari al botteghino statunitense, mentre a livello mondiale arriva a 295,6 milioni di dollari.
Alla fine del terzo weekend, la pellicola raggiunge i 68 milioni di dollari complessivi nel mercato domestico e 342 nel botteghino mondiale, mentre in Italia supera i 3,7 milioni di euro totali in tre settimane.
L'incasso totale della pellicola è stato di 409272169 $, di cui 80227895 $ nel mercato domestico e 329003712 $ nel resto del mondo.

### Critica
Il film è stato accolto negativamente dalla critica; sul sito Rotten Tomatoes la pellicola riceve il 15% delle recensioni professionali positive con un voto medio di 4,2 su 10, basato su 317 critiche, mentre su Metacritic ottiene un punteggio di 34 su 100 basato su 44 recensioni.
Nell'edizione dei Razzie Awards 2017, il film riceve sei candidature: peggior film, peggior attore, peggior attore non protagonista, peggior prequel, remake, rip-off o sequel, peggior regista e peggior sceneggiatura, vincendo il premio per il peggior attore a Tom Cruise.